# Raccuja
Raccuja é uma comuna italiana da região da Sicília, província de Messina, com cerca de 1.389 habitantes. Estende-se por uma área de 25 km², tendo uma densidade populacional de 56 hab/km². Faz fronteira com Floresta, Montalbano Elicona, San Piero Patti, Sant'Angelo di Brolo, Sinagra, Ucria.

## Demografia
| Variação demográfica do município entre 1861 e 2011                               |
|                                                                                   |
| Fonte: Istituto Nazionale di Statistica (ISTAT) - Elaboração gráfica da Wikipedia |